# Sukhoi Su-5
El Sukhoi Su-5 (en ruso: Сухой Су-5), o I-107,  fue un prototipo de avión de caza soviético con propulsión mixta (hélice y termorreactor) construido cerca del final de la Segunda Guerra Mundial.

## Diseño y desarrollo
La aparición del avión de reacción Messerschmitt Me 262 cerca del final de la Segunda Guerra Mundial incitó a la Unión Soviética a desarrollar un caza lo suficientemente rápido para hacerle frente. La Unión Soviética carecía en esos momentos de una línea de producción preparada para producir los motores a reacción, por lo que sus esfuerzos se dirigieron al desarrollo de aeronaves que usaran una propulsión mixta; un motor convencional de pistones con su correspondiente hélice para la mayor parte del vuelo, y un pequeño cohete o motor a reacción para aquellos momentos en que se necesitara una explosión de velocidad.
Los Su-5 (inicialmente I-107) y el conceptualmente similar Mikoyan-Gurevich I-250 (N) fueron diseñados en 1944. El Su-5 realizó su primer vuelo el 6 de abril de 1945 y desarrolló pruebas de vuelo limitadas. Se le añadieron unas alas laminares y consiguió una velocidad de 793 km/h (428 nudos, 493 mph) a 4350 m (14 270 pies) de altitud con el reactor en funcionamiento. El 15 de junio de 1945, el motor de pistones Klimov VK-107A resultó muy dañado en vuelo. Tras la adquisición de otro VK-107A, las pruebas de vuelo continuaron hasta el 18 de octubre, cuando el motor llegó al fin de su vida útil. Al no poder conseguir ningún otro VK-107A, el proyecto fue cancelado.
El Su-5 era un monoplano convencional de construcción totalmente metálica. El motor a reacción VRDK (acrónimo ruso de Воздушно-Реактивный Двигатель Компрессорный) estaba situado en la parte trasera del fuselaje, y era accionado por un eje que procedía del motor convencional VK-107 y podía proporcionar a la aeronave un incremento de velocidad de 100 km/h (54 nudos, 62 mph) durante tres minutos.

## Operadores
Unión Soviética
- Fuerza Aérea Soviética

## Especificaciones (Su-5)
Referencia datos: Sharov y Green

### Características generales
- Tripulación: 1 (piloto)
- Longitud: 8,5 m (27,9 ft)
- Envergadura: 10,6 m (34,6 ft)
- Altura: 3,5 m (11,6 ft)
- Superficie alar: 17 m² (183 ft²)
- Peso vacío: 2954 kg (6510,6 lb)
- Peso cargado: 3804 kg (8384 lb)
- Planta motriz:
  - 1× termorreactor VDRK.
    - Empuje normal: 2,9 kN (299 kgf; 660 lbf) de empuje.

  - 1× motor lineal V12 Klimov VK-107A.
    - Potencia: 1230 kW (1696 HP; 1673 CV) cada uno.
    - Hélices: Cuatripala

### Rendimiento
- Velocidad máxima operativa (Vno): 950 km/h (590 MPH; 513 kt) estimada a 7800 m (25 591 pies) de altitud
- Alcance: 600 m (1969 ft)
- Techo de vuelo: 12 000 m (39 370 ft)
- Régimen de ascenso: 0,1 m/s (19 ft/min) para alcanzar los 5 000 m (16 404 pies)

### Armamento
- Ametralladoras: 

  - 2x Berezin UB de 12,7 mm (0.5 in)

- Cañones: 

  - 1x Nudelman-Suranov NS-23 de 23 mm (0.905 in)

## Aeronaves relacionadas

### Aeronaves similares
- Mikoyan-Gurevich I-250

### Secuencias de designación
- Secuencia Su-_ (interna de Sukhoi): ← Su-2 - Su-3 - Su-4  - Su-5 - Su-6 - Su-7 (1944) - Su-8 →